# Aeropuerto de Ramona
El Aeropuerto de Ramona o el Ramona Airport (OACI: KRNM, FAA LID: RNM, antes L39) es un aeropuerto público localizado a dos millas (3 km) al oeste del distrito central de negocios de Ramona, en el condado de San Diego, California, Estados Unidos. Es operado por el condado de San Diego.
El aeropuerto es principalmente usado para la aviación general, el Departamento de Silvicultura de California (CDF)  y el Servicio Forestal de los Estados Unidos (USFS) en conjunto tienen una base aquí. 
El Ramona Air Fair es un show aéreo popular celebrado cada junio. 
Para el período anual finalizado el 31 de diciembre de 2007, el aeropuerto contaba con un total de 164 691 operaciones aéreas, lo cual representa un promedio de 451 operaciones diarias.